# Ian Corozo
Ian Corozo (* 14. Juni 1998) ist ein ecuadorianischer Hürdenläufer, der sich auf die 400-Meter-Distanz spezialisiert hat.

## Sportliche Laufbahn
Erste internationale Erfahrungen sammelte Ian Corozo im Jahr 2016, als er bei den U23-Südamerikameisterschaften in Lima in 3:17,23 min die Silbermedaille mit der ecuadorianischen 4-mal-400-Meter-Staffel hinter dem Team aus Brasilien gewann. Im Jahr darauf konnte er bei den U20-Panamerikameisterschaften in Trujillo das Rennen mit der 4-mal-100-Meter-Staffel nicht beenden und belegte in der 4-mal-400-Meter-Staffel in 3:17,14 min den fünften Platz. 2018 schied er bei den Ibero-Amerikanischen Meisterschaften ebendort mit 53,46 s im Vorlauf über 400 m Hürden aus und gewann mit der 4-mal-400-Meter-Staffel in 3:11,73 min die Silbermedaille hinter Chile. Anschließend gewann er bei den U23-Südamerikameisterschaften in Cuenca in 51,92 s die Bronzemedaille hinter den Brasilianern Alison dos Santos und Mikael de Jesus. 2021 wurde er dann in 54,25 s Siebter bei den Südamerikameisterschaften im heimischen Guayaquil.
In den Jahren 2019 und 2021 wurde Corozo ecuadorianischer Meister im 400-Meter-Hürdenlauf.

## Persönliche Bestzeiten
- 400 m Hürden: 51,92 s, 30. September 2018 in Cuenca